# 島津氏久
島津 氏久（しまづ うじひさ）は、南北朝時代の武将、守護大名である。島津氏6代当主（奥州家初代当主）、大隅・日向・筑後守護。5代当主島津貞久の4男。母は大友親時の娘。川上頼久、宗久、師久の弟。元久、久豊の父。

## 生涯
嘉暦3年（1328年）、薩摩国山門院（現在の鹿児島県出水市野田町下名）の木牟礼城にて誕生。足利尊氏より偏諱を賜い氏久と称す。父貞久、兄師久らと共に足利尊氏ら北朝に属し南朝と戦い、観応の擾乱の影響で起きた足利直冬と一色範氏の抗争では範氏に従軍、正平6年/観応2年（1351年）に直冬軍と戦ったが左肩と右手を負傷している。翌正平7年/文和元年（1352年）に隠居した父から大隅の軍事指揮権を譲られ（薩摩の軍事指揮権は兄師久に譲られた）、直冬方の畠山直顕と大隅を巡って争った。
当初は殆どの大隅国人を掌握していた直顕の前に苦戦を強いられたが、正平11年/延文元年（1356年）に直顕への対抗として南朝に転向し、宮方国人と連携のため伊集院忠国の娘と結婚して大隅へ進出、宮方武将の三条泰季と共に直顕の岩屋城を攻略した。正平13年/延文3年（1358年）に肥後の宮方武将菊池武光が直顕の穆佐城・三俣城を攻略するという幸運にも助けられ、正平15年/延文5年（1360年）2月に北朝へ帰順、6月に同じく北朝へ帰順した直顕と和睦して大隅支配を盤石にした。正平18年/貞治2年（1363年）に父から大隅守護職を譲られている。
大隅ではしきりに預状・充行状・寄進状を出して国人・寺社勢力服属を図り領国形成に努めたが、日向にも進出して同様の行動を取り勢力を拡大していった。これは父が正平17年/貞治元年（1362年）に室町幕府へ送った申状に基づいた行動であり、幕府が九州探題斯波氏経に薩摩・大隅の寺社本所領の半済給付権・闕所預置権を与えたことに抗議、撤回を求めると共に島津氏が薩摩・大隅・日向3か国守護であることの正当性を訴えた内容が書かれていた。この申状に書かれた守護の正当性は史実ではないが、氏久は父の主張を受け継いで勢力拡大に乗り出していった。またしばしば居城を移転、薩摩東福寺城から大隅大姶良城、日向志布志城へと移り、志布志港の支配に関わっていた宝満寺・大慈寺を庇護した。この港を拠点にして明との貿易にも手を出し、 文中3年/応安7年（1374年）と天授5年/康暦元年（1379年）に明との朝貢を図り、正式な朝貢は無かったが私的交易は続いた。
建徳2年/応安4年（1371年）、室町幕府が九州の南朝勢力制圧のために派遣した九州探題今川了俊の指揮下に入った。当初了俊との関係は良好だったが、天授元年/永和元年（1375年）、了俊が菊池氏討伐のために九州三人衆（少弐冬資・大友親世・氏久）を招聘すると、大友親世と共に8月に着陣。了俊に着陣を拒んだ少弐冬資の説得を依頼されて冬資を招くが、8月26日に了俊が冬資を謀殺する（水島の変）と氏久は「九州三人面目を失う」と激怒して帰国する。了俊はただちに氏久へ使いを出し、2日後の28日に出した書状に筑後守護職に推挙する旨を述べたが氏久がそれを拒絶したために決裂、了俊の南九州制圧に抵抗し南朝へ寝返り、翌天授2年/永和2年（1376年）8月に大隅守護職を解任された。
先立つ同年6月、了俊の5男・満範が南九州の征討に向かい、肥後の相良前頼や大隅・日向・薩摩の国人衆を招集しながら日向へ向かい、従弟の北郷義久・樺山音久兄弟が籠城した都之城を翌天授3年/永和3年（1377年）に包囲した。氏久はこれに対して9月に甥の総州家7代島津伊久と一緒に了俊に降伏、了俊・満範父子に属する南九州国人一揆の調略を行い、天授4年/永和4年（1378年）3月に了俊と決別、満範が国人一揆と共に都之城を再包囲すると志布志城から後詰に向かい、翌天授5年3月1日と3月3日の激戦の末に勝利（蓑原の合戦）、大隅姫木城も落として満範を都之城から追い落とした。
弘和元年/永徳元年（1381年）10月に再度北朝へ復帰したが、国人一揆の動揺につけこんで一揆勢の所領を侵略、相良前頼の南朝への寝返りもあって国人一揆を崩壊させた。氏久が了俊に対抗出来たのは自己完結型の知行制を確立していたこと、幕府と独自の交渉ルートがあったからであり、守護職剥奪に関係なく国人・寺社に対する安堵・宛行・寄進で懐柔を進めた一方、了俊の頭越しに幕府と交渉、服属と離反を繰り返した。こうした氏久の動向に対して幕府は了俊の要請で追討令は出すが、服属すれば簡単に受け入れ、元中元年/至徳元年（1384年）に氏久へ日向荘園の遵行、大隅への段銭賦課を命じ、氏久の大隅・日向に対する実効支配を重視する姿勢を取った。幕府は島津氏に了俊への忠誠よりも日向の秩序維持を求め、日向にある幕府領を安定・維持出来るのは氏久しかいないと判断した上での命令だったが、それが氏久の叛服常ない態度が許される要因となった。
元中4年/至徳4年（1387年）、60歳で死去。氏久は大隅守護に復帰することはなかったが、嫡男の元久が大隅守護に復帰した。
馬術の達人で馬術書『在轡集』を書いたと言われる。
墓は鹿児島県志布志市の即心院跡、鹿児島県鹿児島市の福昌寺跡。法名は玄久齢岳。